# Ourouër
Ourouër est une ancienne commune française située dans le département de la Nièvre, en région Bourgogne-Franche-Comté.

## Histoire
Oratorium (mot latin qui signifie lieu de prière / culte privé) est un site habité depuis la période gallo-romaine. C'est grâce à l'édification d'un prieuré (rattaché à La Charité-sur-Loire) que la paroisse est née. En 1263, le site est mentionné dans le registre de l'évêché de Nevers sous le nom d'Orathorium, qui devient ensuite Oratorium en 1287, Saint-Martin-d'Orour en 1438, Oratorium-in-Admogniis en 1478, Oroer en 1498, La Motte d'Orouer au XVIème, Ouroue en 1650, Hourouer en 1661 et Ouroy en 1724, jusqu'à devenir Ourouër qui est toujours le nom appliqué aujourd'hui. Son nom évolue notamment sous l'influence de la langue d'oil.
Le site d'Ourouër est ravagé lors de la querelle entre Armagnacs et Bourguignons durant la guerre de guerre de Cent Ans. Puis il souffre de la révolution industrielle tout en profitant de l'activité des villes voisines telles que Guérigny et sa forge royale par exemple.
Aujourd'hui encore, ses principales activités économiques sont la culture des céréales, l'élevage de bovins, la fabrication de fromage, l'élevage de chevaux ou encore l'artisanat d'art.

## Politique et administration
| Période                                  | Période       | Identité         | Étiquette | Qualité                                                   |
| ---------------------------------------- | ------------- | ---------------- | --------- | --------------------------------------------------------- |
| Les données manquantes sont à compléter. |               |                  |           |                                                           |
| avant 1998                               | mars 2008     | Alain Desboudard | PRG       | Chargé de mission à l'ANPE Président de la CC Le Bon Pays |
| mars 2008                                | décembre 2016 | Gilles Michon    |           | Agriculteur                                               |

## Démographie
L'évolution du nombre d'habitants est connue à travers les recensements de la population effectués dans la commune depuis 1793. À partir du 1er janvier 2009, les populations légales des communes sont publiées annuellement dans le cadre d'un recensement qui repose désormais sur une collecte d'information annuelle, concernant successivement tous les territoires communaux au cours d'une période de cinq ans. 
Pour les communes de moins de 10 000 habitants, une enquête de recensement portant sur toute la population est réalisée tous les cinq ans, les populations légales des années intermédiaires étant quant à elles estimées par interpolation ou extrapolation. Pour la commune, le premier recensement exhaustif entrant dans le cadre du nouveau dispositif a été réalisé en 2004,.
En 2014, la commune comptait 333 habitants, en évolution de −4,03 % par rapport à 2009 (Nièvre : −3,01 %, France hors Mayotte : +2,49 %).
| 1793 | 1800 | 1806 | 1821 | 1831 | 1836 | 1841 | 1846 | 1851 |
| ---- | ---- | ---- | ---- | ---- | ---- | ---- | ---- | ---- |
| 637  | 586  | 638  | 641  | 657  | 727  | 708  | 720  | 778  |

| 1856 | 1861 | 1866 | 1872 | 1876 | 1881 | 1886 | 1891 | 1896 |
| ---- | ---- | ---- | ---- | ---- | ---- | ---- | ---- | ---- |
| 688  | 686  | 649  | 680  | 668  | 624  | 584  | 564  | 508  |

| 1901 | 1906 | 1911 | 1921 | 1926 | 1931 | 1936 | 1946 | 1954 |
| ---- | ---- | ---- | ---- | ---- | ---- | ---- | ---- | ---- |
| 470  | 453  | 460  | 363  | 338  | 288  | 290  | 302  | 248  |

| 1962 | 1968 | 1975 | 1982 | 1990 | 1999 | 2004 | 2009 | 2014 |
| ---- | ---- | ---- | ---- | ---- | ---- | ---- | ---- | ---- |
| 325  | 284  | 275  | 257  | 324  | 332  | 325  | 347  | 333  |

## Lieux et monuments
Placée au centre du village, son église romane classée Monument Historique a été bâtie fin XIIe siècle - début XIIIe siècle par les moines de Saint-Etienne de Nevers.

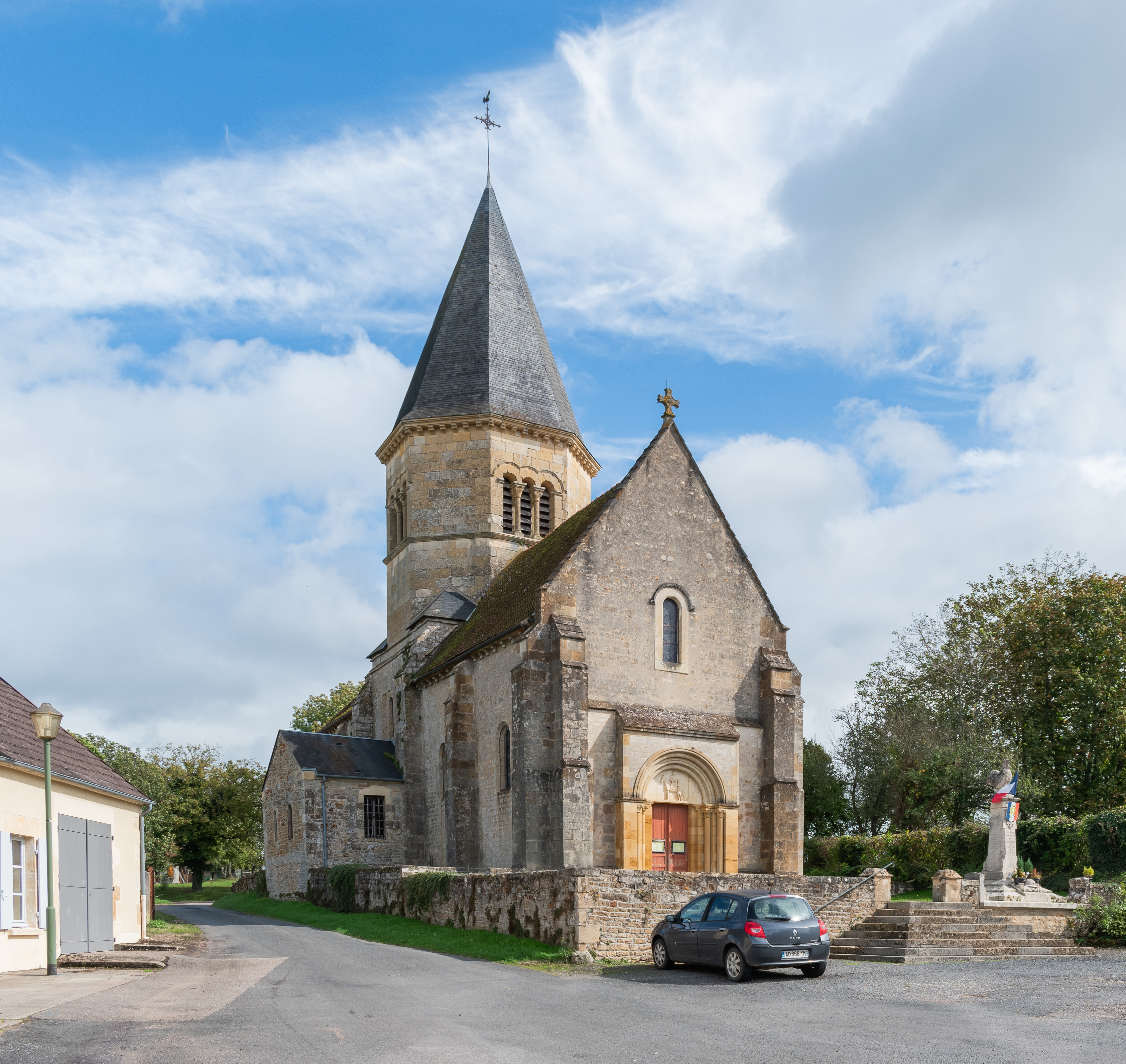
Vue depuis l'ouest.
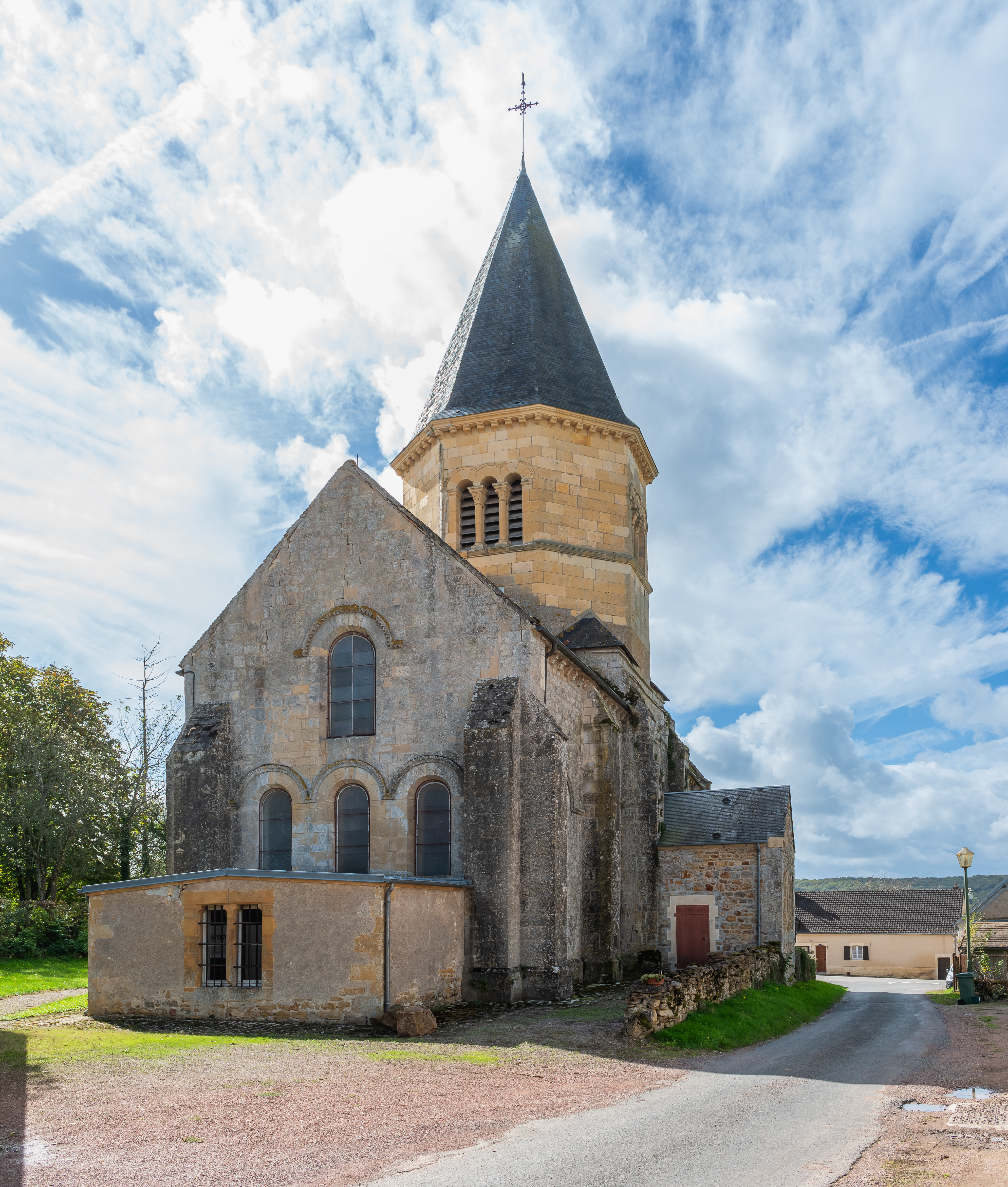
Vue depuis le nord-est.
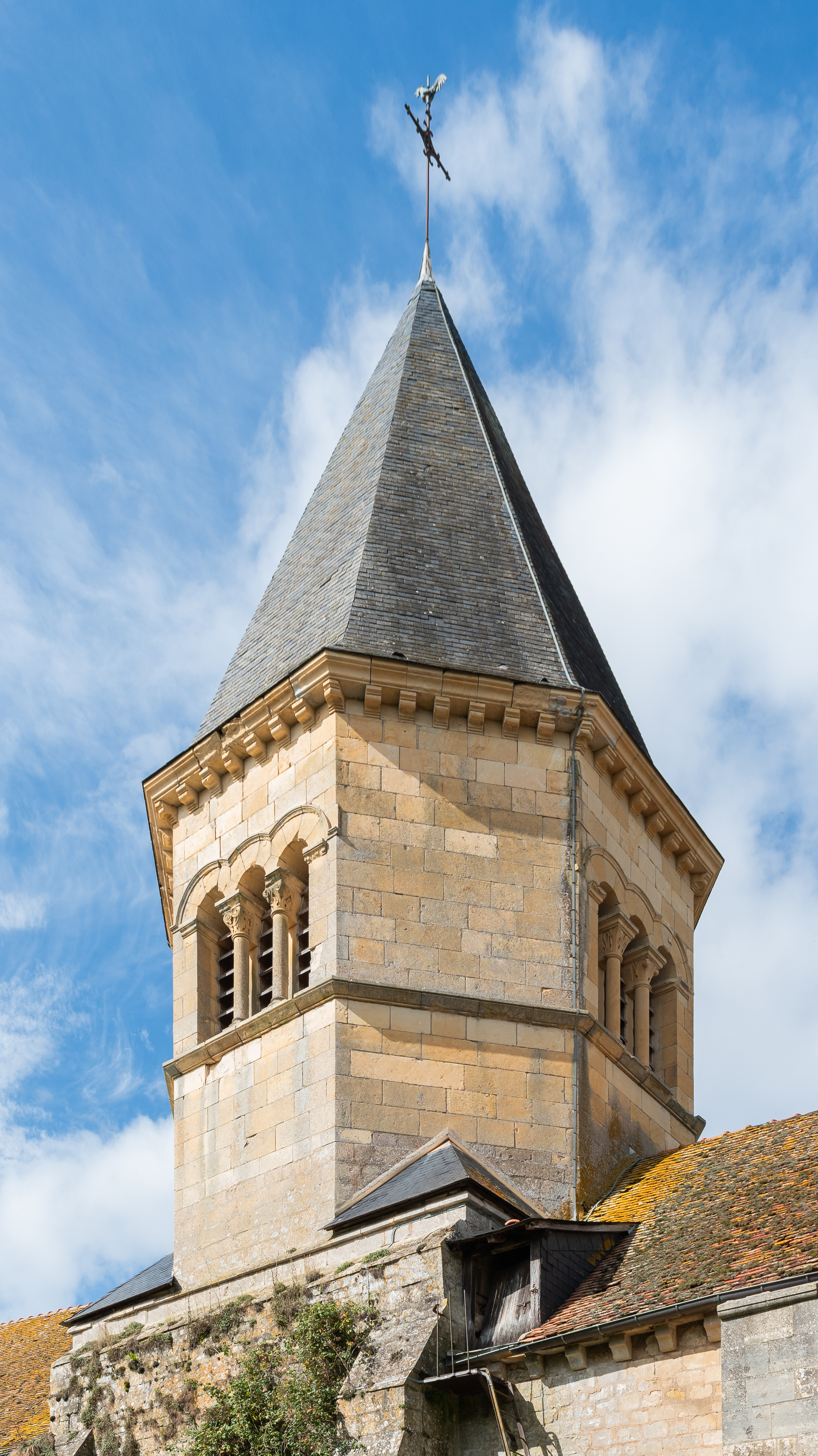
Clocher.
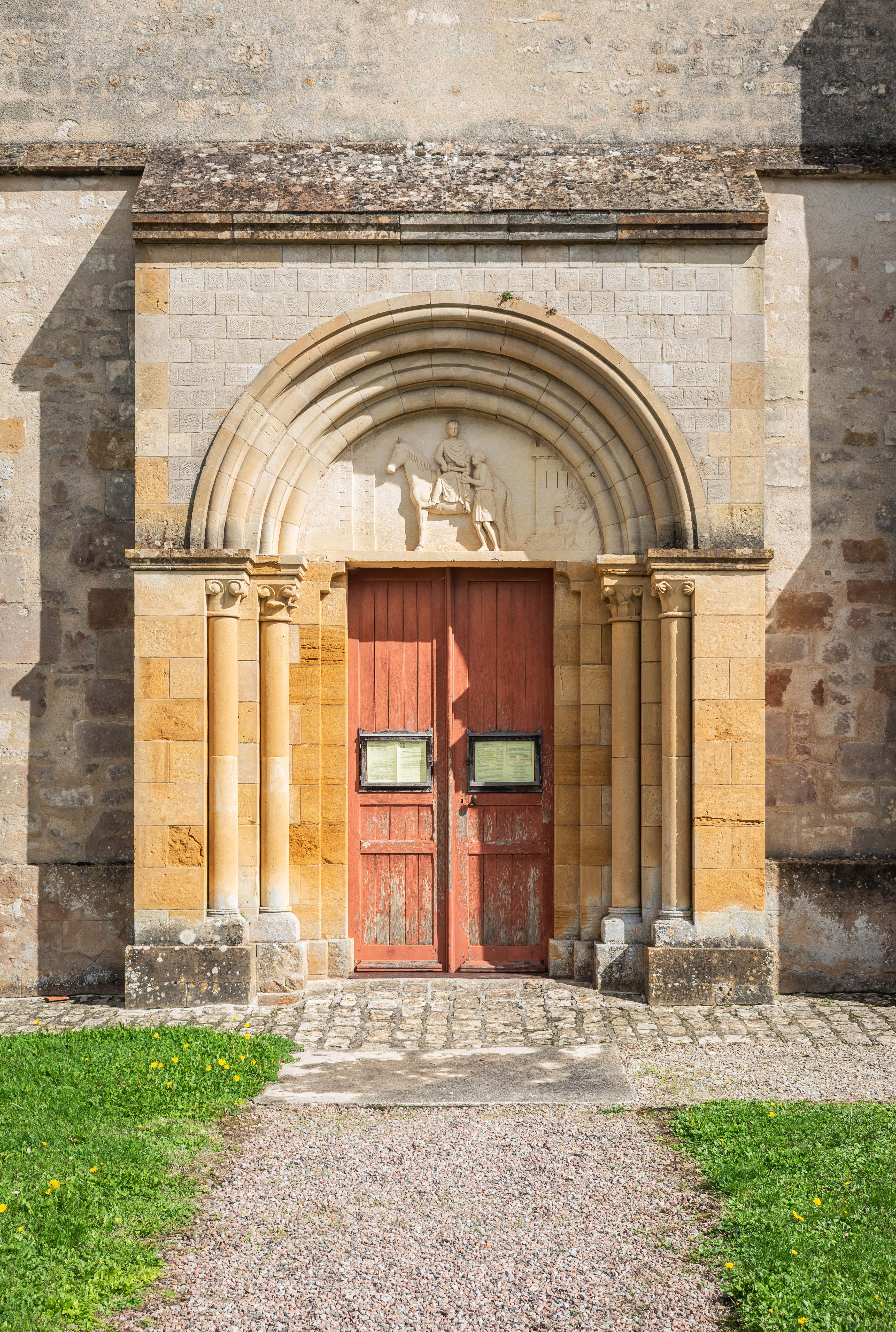
Portail.
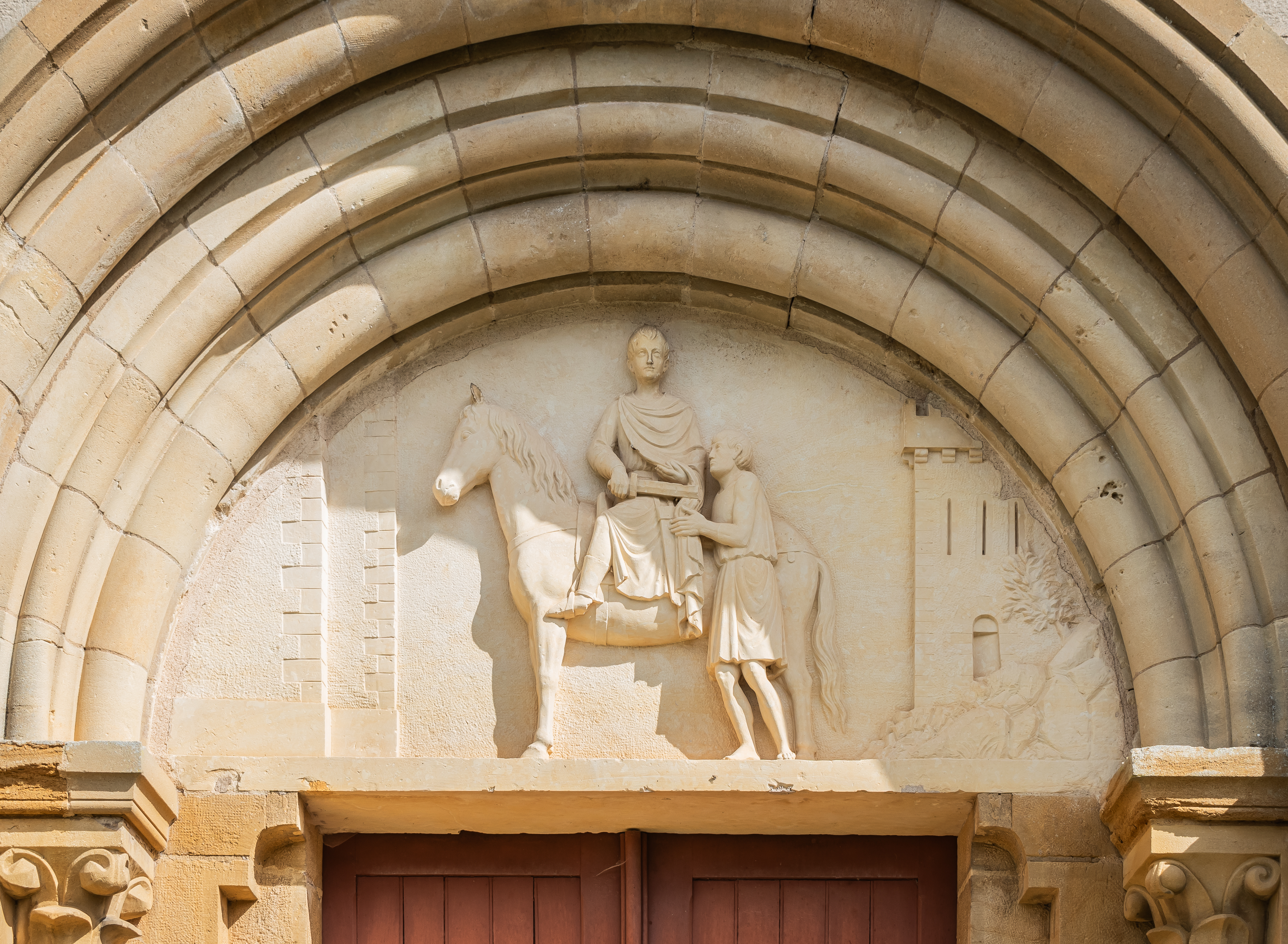
Tympan.
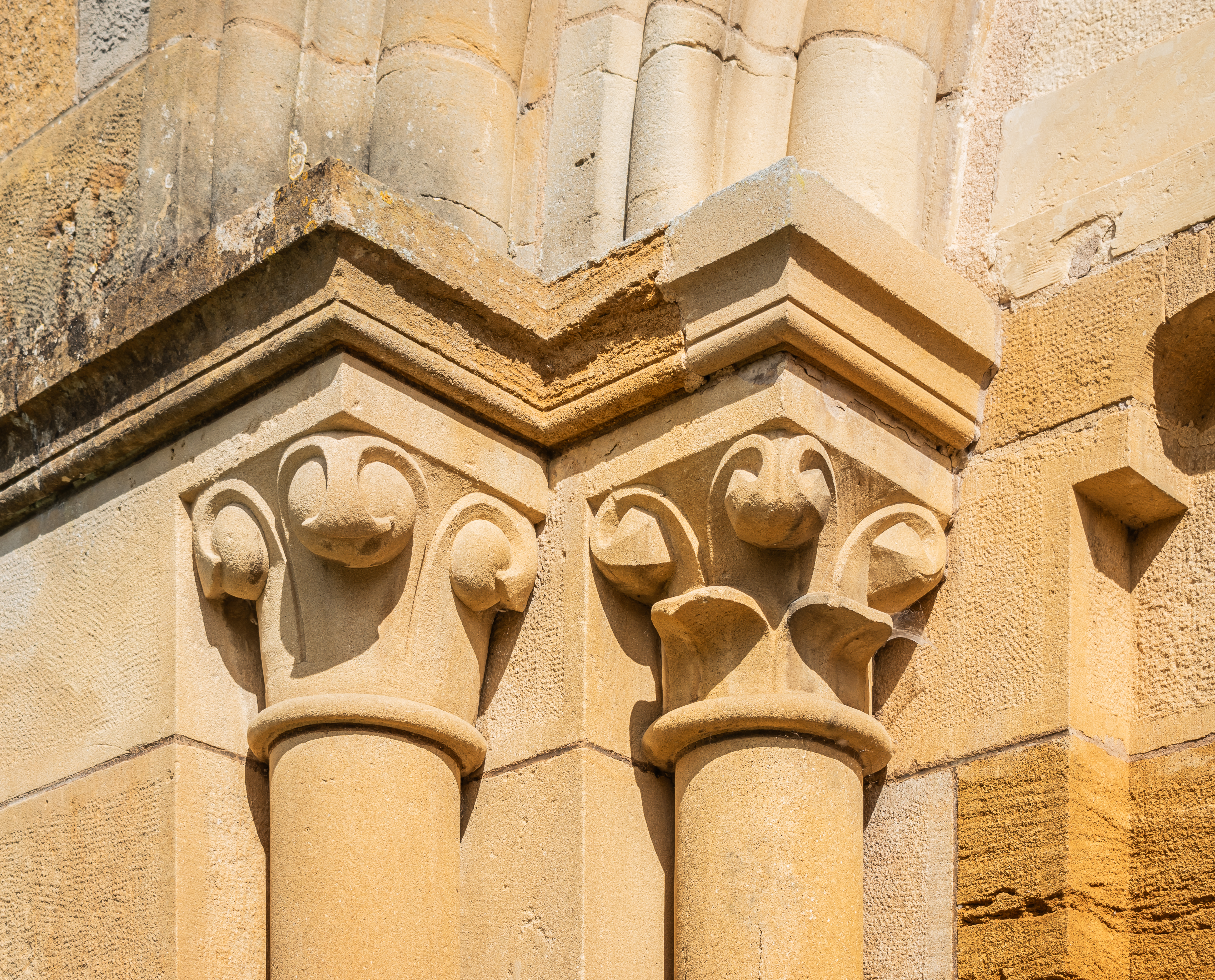
Chapiteaux du portail.
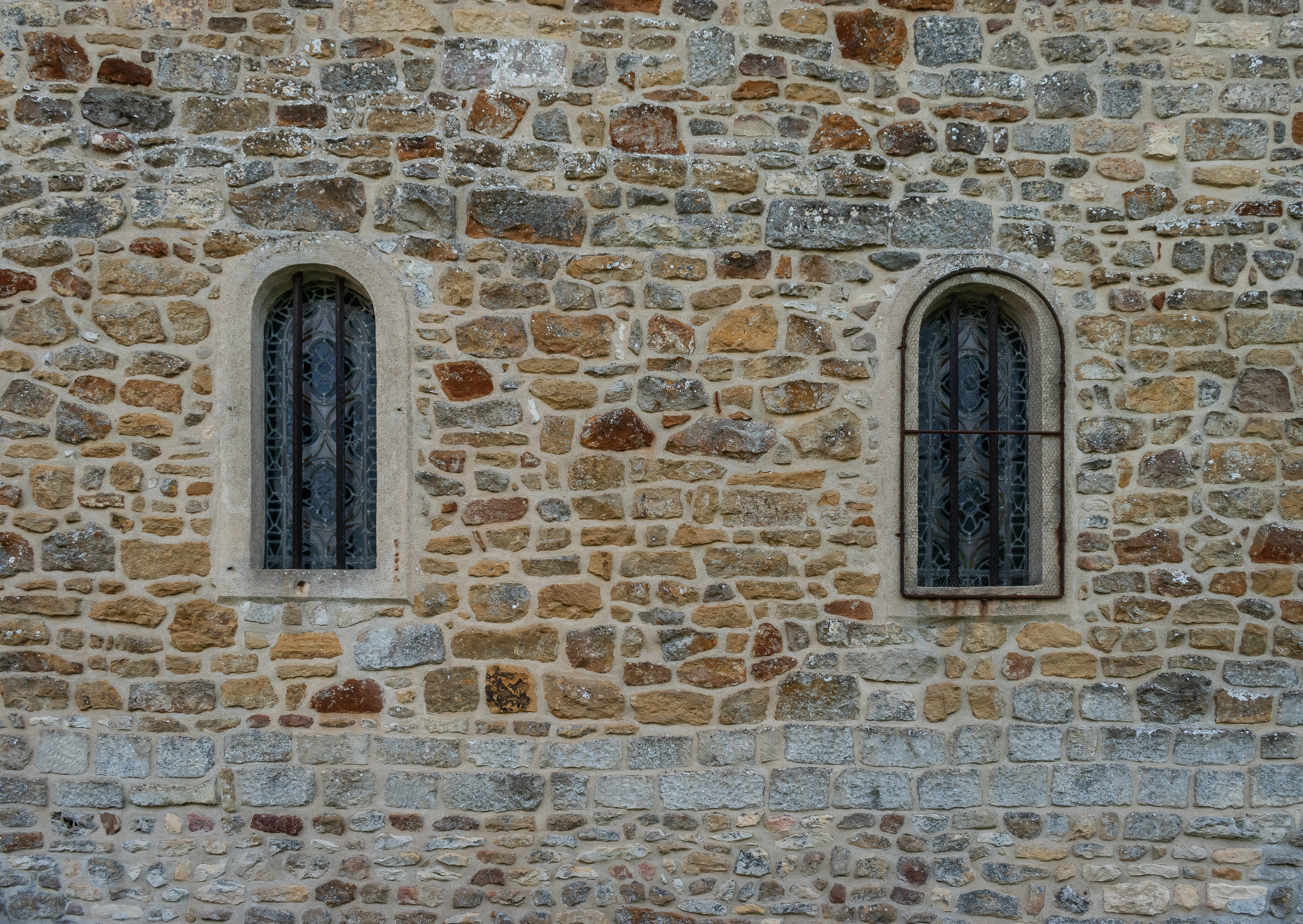
Fenêtres.

Un oppidum est situé sur la colline de Naubois.
Le château de Nyon datant du XVIIIe siècle transformé depuis en chambres d’hôtes.